# برونو فورلان
برونو فورلان (بالبرتغالية: Bruno de Oliveira Furlan‏) (9 يوليو 1992 بكامبو غراندي في البرازيل - ) هو لاعب كرة قدم برازيلي في مركز الهجوم. لعب مع أتلتيكو باراناينسي ودينامو مينسك ونادي أيه بي سي ونادي جوينفيل وأمريكا دي ناتال ‏ ونادي ناوتيكو.

## روابط خارجية
- برونو فورلان على موقع قاعدة بيانات كرة القدم.إي يو (الإنجليزية)
- برونو فورلان على موقع Soccerway.com (الإنجليزية)